# Primera División de Uruguay 2017
Primera División de Uruguay 2017, även känt som Primera División Profesional 2017: Walter Ferreira, var den 116:e säsongen av Uruguays högstaliga Primera División. Det var den 87:e säsongen som ligan hade spelats professionellt. Säsongen bestod av tre delar, Apertura och Clausura samt Torneo Intermedio, som spelades av 16 lag. 
Regerande mästare från föregående säsong var Nacional från Montevideo.
Peñarol vann mästerskapet.